# ガブリエル・テーラ
ガブリエル・テーラ・レイバス（Gabriel Terra Leivas、1873年8月1日 モンテビデオ - 1942年9月15日 同地）は、ウルグアイの弁護士、政治家。 元ウルグアイ大統領（1931年から1933年は憲法上、1933年から1938年は事実上の大統領）。

## 経歴
1895年に共和国大学を卒業後弁護士となり、のちに政界に進出。クラウディオ・ウィリマン大統領およびバルタサール・ブルム大統領時代には閣僚を務めた。1917年には憲法制定委員会のメンバーとなり、1925年から1930年にかけては、大統領と並んで国家運営に携わる国家運営理事会（Consejo Nacional de Administración）のメンバーとなった。経済と外交に明るく、コロラド党に属してはいたが、党首であったホセ・バッジェ・イ・オルドーニェスとは政治的姿勢を異にしていた。
当時のウルグアイでは、1918年憲法で定められた、大統領と国家運営委員会からなる二元的行政制度を採用していた。しかしその制度は、1929年の世界恐慌によって経済危機を深めるウルグアイにあって、その非能率性を露呈していた。テーラは当初より18年憲法に反対しており、1931年3月1日より1935年までの任期でウルグアイ大統領に就任した際も、国家運営委員会の廃止を企てていたが、コロラド党内には反発も多かった。そこでテーラは、1933年に警察・軍隊および国民党多数派の支援を受けクーデターを敢行した。議会を解散し、マスメディアへの検閲を行い、保守的・権威主義的・反バジスモ的（バッジェ・イ・オルドーニェスの項を参照）な独裁政権を敷いた。大統領に権力を集中させる新憲法を制定し（-1942年）、1934年には大統領に再選され、1938年までの任期を勤め上げた。
任期中の出来事としては、輸入代替工業化の振興、さまざまな公共事業の実施、親ファシズム勢力政策からのソ連との国交断絶（1935年）、スペイン・フランコ政権の承認（1936年）、反対勢力によるテロ攻撃、およびその鎮圧（1935年）などがある。
1938年に同じコロラド党の民主派アルフレド・バルドミールが選挙で勝利すると、ウルグアイにおける強権体制は定着しないまま辞任した。

## 関連事項
- ウルグアイの大統領 - 1931年から1938年まで在任
- ウルグアイの歴史